# Aeroportul Delissaville
Aeroportul Delissaville (IATA: DLV, ICAO: YDLV) este un aeroport din Teritoriul de Nord, Australia.
Situat la o altitudine de 33 m, aeroportul dispune de o singură pistă.